# Argidava sparsularia
Argidava sparsularia är en fjärilsart som beskrevs av Edward Meyrick 1892. Argidava sparsularia ingår i släktet Argidava och familjen mätare. Inga underarter finns listade i Catalogue of Life.